# Warum geht es mir so dreckig?
Warum geht es mir so dreckig ist das erste Album der deutschen Rockband Ton Steine Scherben. Es beinhaltet unter anderem das Lied Macht kaputt, was euch kaputt macht, das die angestaute Wut der Jugend der späten 1960er- und frühen 1970er-Jahre zum Ausdruck brachte.

## Die Aufnahmen
1971, im Jahr, nachdem die erste Single „Macht kaputt, was euch kaputt macht“ erschienen war, gingen die „Scherben“ in Klaus Freudigmanns Studio in Berlin, um ihre erste Platte aufzunehmen. Die Aufnahmebedingungen waren nicht gerade ideal, und die Qualität litt darunter. Das ist nicht weiter verwunderlich, da die Scherben immer alles selbst produziert hatten. Dementsprechend unbefriedigend verliefen dann auch die Aufnahmesitzungen. Im Juni organisierten Agit 883 und die Rote Hilfe eine „Informationsveranstaltung“, bei der es um leer stehende Häuser am Kreuzberger Mariannenplatz ging, die zum Abriss freigegeben waren. Auch die Scherben spielten dort. Im Anschluss an das Konzert kam es zu einer der ersten spontanen Hausbesetzungen in Berlin. Das vorangegangene Konzert wurde mitgeschnitten und für das Album verwendet, so besteht die erste Seite der Original-LP aus Liveaufnahmen, während die übrigen Studioaufnahmen auf die zweite Seite kamen.
Es gab im Vorfeld weitere Aufnahmen. Diese wurden in einer Testpressung verwendet.
Auf der zweiten Seite dieser Testpressung gibt es Unterschiede zur offiziellen Version. Es fehlt das Stück "Mein Name ist Mensch", stattdessen ist "Warum geht es mir so dreckig" in einer sonst nirgends veröffentlichten psychedelischen Version enthalten.
Nach "Solidarität" ist noch ein 5. Stück enthalten "Schritt für Schritt ins Paradies", ebenfalls in einer ansonsten nirgends veröffentlichten Version und mit anderem Text. Das Stück wurde offiziell erst auf der zweiten LP "Keine Macht für niemand" veröffentlicht.
Die Testpressung habe den Scherben nicht gefallen, darum habe man diese Version verworfen. Nur sehr wenige Exemplare der Testpressung haben den Markt erreicht. Es gibt derzeit keine Information darüber, wie viele Exemplare.

## Titelliste

### Seite 1
1. Ich will nicht werden was mein Alter ist (Ralph Möbius) – 5:05
2. Warum geht es mir so dreckig (R. Möbius, Ralph Steitz) – 5:08
3. Der Kampf geht weiter (R. Möbius, Steitz) – 6:48
4. Macht kaputt, was euch kaputt macht (R. Möbius) – 3:31
5. Das Einheitsfrontlied (Bertolt Brecht, Hanns Eisler) – 3:26

### Seite 2
1. Mein Name ist Mensch (R. Möbius) – 6:52
2. Sklavenhändler (R. Möbius) – 2:37
3. Alles verändert sich (Gert Möbius, R. Möbius) – 4:17
4. Solidarität (R. Möbius, Steitz) – 5:01

## Besetzung
- Ralph Möbius – Gesang, Gitarre, Klavier
- Ralph Steitz – Gitarre, Schlagzeug, Perkussion, Chor
- Kai Sichtermann – Bass, Perkussion, Chor
- Wolfgang Seidel – Schlagzeug, Perkussion
- Nikel Pallat – Chor
- Gert Möbius – Originalcover

## Wissenswertes
- Das Einheitsfrontlied ist nicht auf der Cover-Rückseite angegeben und findet sich auch nicht in der Textbeilage.
- Ralph Möbius nannte sich erst sechs Jahre später Rio Reiser, als er für Filmaufnahmen einen klingenden Namen brauchte. Auch Ralph Steitz verwendete noch nicht den Namen R.P.S. Lanrue.